# Saint George's Hall
St. George's Hall è un grande edificio situato nel centro di Liverpool destinato ad ospitare la vita pubblica della città.
Questa sorta di basilica civile contiene infatti aule per riunioni e per l'amministrazione della giustizia, nonché una grande sala per concerti.
Progettato da Harvey Lonsdale Elmes negli anni intorno al 1840, il complesso fu inaugurato nel 1854, malgrado alcune sue parti fossero già state aperte nel 1851.
Tuttavia Elmes morì giovanissimo prima che l'edificio fosse ultimato, lasciando così la direzione dei lavori ad altri progettisti.
Dal punto di vista architettonico St. George's Hall si richiama ai temi del neoclassicismo, con i suoi imponenti porticati che sorreggono un'alta trabeazione che corre lungo tutto il perimetro dell'edificio; la planimetria è assai articolata e si basa sull'accostamento di volumi distinti, presentando quindi affinità con alcune opere di Karl Friedrich Schinkel (Konzerthaus Berlin, Altes Museum).

La sala circolare interna, denominata Concert Hall, è una squisita realizzazione di Charles Robert Cockerell, che subentrò alla morte di Elms; qui, un elegante e leggiadro ballatoio sorretto da cariatidi si pone in netto contrasto con la severità dell'esterno e pone St. George's Hall come uno dei più interessanti edifici neoclassici dell'epoca.

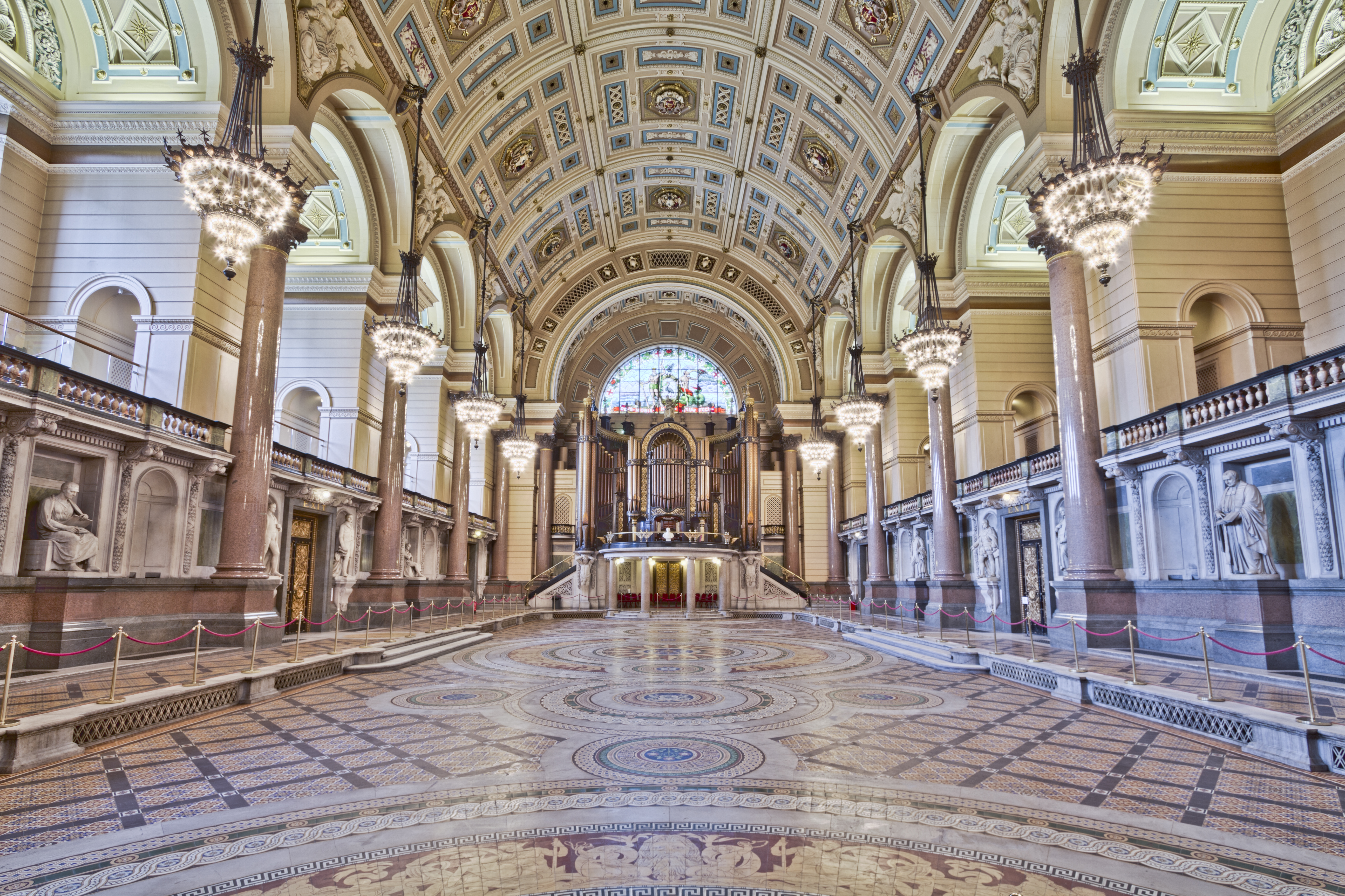
La Great Hall